# Майконыр
Майконыр (каз. Майқоңыр, до 2006 года — Кутузово) — село в Иртышском районе Павлодарской области Казахстана. Административный центр Майконырской сельской администрации. Код КАТО — 554659100.
В советское время село было центральной усадьбой бывшего зернового совхоза «Кутузовский».

## Население
В 1985 году в селе проживали 1373 человека. В 1999 году население села составляло 1353 человека (647 мужчин и 706 женщин). По данным переписи 2009 года, в селе проживало 612 человек (320 мужчин и 292 женщины).